# Evarra tlahuacensis
Evarra tlahuacensis је зракоперка из реда Cypriniformes и фамилије Cyprinidae.

## Угроженост
Ова врста је наведена као изумрла, што значи да нису познати живи примерци.

## Распрострањење
Ареал врсте је био ограничен на једну државу. 
Мексико је био једино познато природно станиште врсте.

## Станиште
Ранија станишта врсте су била слатководна подручја.